# Берзегов Нух Асланчерійович
Нух Асланчерійович Берзегов (30 листопада 1925, аул Бжедугхабль, тепер Красногвардійського району, Адигея, Російська Федерація — 17 березня 2002, місто Майкоп, Адигея, Російська Федерація) — радянський державний діяч, 1-й секретар Адигейського обласного комітету КПРС. Депутат Верховної ради СРСР 6—10-го скликань. Кандидат економічних наук (.04.1969).

## Життєпис
Народився в селянській родині. Рано залишився без батька, разом із братом виховувався бабусею по батькові. У Бжедугхаблі закінчив російську середню школу.
З 1943 по 1946 рік — у Червоній армії, учасник німецько-радянської війни. 7 лютого 1943 року пішов на фронт добровольцем. Почав службу рядовим солдатом, потім став командиром відділення, помічником командира взводу протитанкових рушниць.
Член ВКП(б) з 1944 року.
З 1944 року — комсомольський організатор (комсорг) стрілецького батальйону 1037-го стрілецького полку, з 10 грудня 1945 року — комсорг 246-го артилерійського полку 635-ї бригади 109-ї стрілецької дивізії. Брав участь у боях на Кубані, Дону, в Україні та Молдові.
У 1946—1948 роках навчався на історичному факультеті Майкопського учительського інституту.
У 1948—1952 роках — вчитель, директор Ходзінської семирічної школи, завідувач навчальної частини середньої школи в Кошехабльському та Красногвардійському районах Адигейської автономної області.
У 1951 році закінчив Краснодарський державний педагогічний інститут.
У 1952—1957 роках — завідувач Адигейського обласного відділу народної освіти.
У 1957—1958 роках — заступник голови виконавчого комітету Адигейської обласної ради депутатів трудящих.
У 1958 — 25 березня 1960 року — секретар Адигейського обласного комітету КПРС.
25 березня 1960 — 19 грудня 1983 року — 1-й секретар Адигейського обласного комітету КПРС.
У 1968 році заочно закінчив Кубанський сільськогосподарський інститут.
У 1983—1989 роках — генеральний консул СРСР у місті Варна (Народна Республіка Болгарія).
У 1990—1992 роках працював у Болгарському торгово-промисловому центрі в Москві.
Потім — на пенсії. Автор кількох десятків наукових статей, брошур та книг з питань інтенсифікації сільськогосподарського виробництва. Монографія «Головний хліб Адигеї» (1968) присвячена економічним проблемам обробітку озимої пшениці в Адигеї. Серед інших публікацій Нуха Берзегова — «Радянська Адигея крокує разом з усією країною» (1967), «У братській сім'ї народів» (1972), «У дружній родині братніх народів» (1982). 2010 року в Майкопі вийшла книга його спогадів «Дороги моєї долі…».
Помер 17 березня 2002 року в місті Майкопі. Похований на національному цвинтарі Майкопу.

## Звання
- гвардії лейтенант
- полковник

## Нагороди
- орден Леніна
- орден Жовтневої Революції
- орден Вітчизняної війни І ст.
- чотири ордени Трудового Червоного Прапора
- два ордени Червоної Зірки
- орден Дружби народів
- медаль «За відвагу»
- медаль «За оборону Кавказу»
- медаль «За взяття Будапешта» (1945)
- медаль «За визволення Праги» (1945)
- медаль «За визволення Бєлграда» (1945)
- медаль «За перемогу над Німеччиною у Великій Вітчизняній війні 1941—1945 рр.» (1945)
- медаль «За трудову доблесть»
- медаль «Слава Адигеї» (посмертно)
- медалі
- почесний громадянин міста Русе (Болгарія)
- почесний громадянин міста Шумен (Болгарія)
- Відмінник народної освіти РРФСР
- Надзвичайний та Повноважний Посол СРСР